# Paola Sapienza
Paola Sapienza est économiste et professeure titulaire de la chaire de finance des consommateurs à la Kellogg School of Management de la Northwestern University.

## Éducation et carrière
Elle obtient sa maîtrise et son doctorat de l'Université Harvard après un baccalauréat en économie de l'Université Bocconi à Milan. En 1998, elle rejoint la Kellogg School of Management de l'Université Northwestern comme professeure adjointe de finance. Elle a été promue professeure agrégée en 2006 et professeure titulaire en 2009.
Elle est associée de recherche au NBER et au CEPR.

## Recherche
Ses recherches portent principalement sur le développement financier, les institutions financières, l'économie comportementale et l'économie politique. Ses œuvres sont citées plus de 23 000 fois. Elle publie des articles dans l'American Economic Review, le Quarterly Journal of Economics et le Journal of Finance.
Son article le plus cité avec Luigi Guiso et Luigi Zingales explore le rôle de la culture dans l'économie ouvrant de nouvelles perspectives pour l'économie culturelle,.
Ses recherches ont été citées dans le Financial Times, The Washington Post, Forbes, Science magazine, El País, The Telegraph, le New York Times, Bloomberg et le Wall Street Journal.

## Prix et récompenses
Elle est rédactrice adjointe au Journal of Finance de 2012 à 2015, rédactrice adjointe à Management of Science de 2009 à 2013 et rédactrice adjointe au Journal of Economic Perspectives de 2005 à 2008. Elle est élue au conseil d'administration de l'American Finance Association de 2012 à 2014.
Elle est la 373e économiste la plus citée au monde et la 18e femme la plus influente en économie.